# Lydia Vandenbergh
Lydia Kathleen Vandenbergh (Rochester, 2 januari 1984) is een Amerikaans voetbalster. Ze verruilde in 2014 Chicago Red Stars voor Carolina Elite Cobras.

## Clubcarrière
| Jaar        | Club                   |
| ----------- | ---------------------- |
| 2000 - 2004 | Asheville Splash       |
| 2005 - 2008 | Charlotte Lady Eagles  |
| 2006        | → Santos FC            |
| 2009        | Saint Louis Athletica  |
| 2009        | Chicago Red Stars      |
| 2011        | Sydney FC              |
| 2011        | magicJack              |
| 2013        | Chicago Red Stars      |
| 2014        | Carolina Elite Cobrask |